# Taipei Cinese ai Giochi della XXVIII Olimpiade
Taipei Cinese partecipò ai Giochi della XXVIII Olimpiade, svoltisi ad Atene, Grecia, dal 13 al 29 agosto 2004, con una delegazione di 89 atleti impegnati in quattordici discipline.